# Camille Dumény
Camille Dumény (30 de agosto de 1854 – 27 de julio de 1920) fue un actor teatral de nacionalidad francesa.

## Biografía
Nacido en París, Francia, su verdadero nombre era Camille Richomme, y era hijo del pintor Jules Richomme y nieto del grabador Théodore Richomme. Estudió en el Liceo Condorcet, y tomó algunas lecciones de Joseph Landrol.
Tras un breve período actuando en el Théâtre du Gymnase Marie-Bell, ingresó en la compañía del Teatro del Odéon, en el cual debutó con la obra Henriette Maréchal en el año 1885. A lo largo de siete años, en el Odéon actuó en piezas como Renée Mauperin, Numa Roumestan, Egmont, La Vie à deux, Germinie Lacerteux, Amoureuse y Fils de Famille. Fue cedido al Teatro de la Porte Saint-Martin para trabajar en La Tosca, y pasó tres años en el Teatro Mijáilovski de San Petersburgo. A su vuelta, actuó para el Gymnase, debutando en el mismo con Fils de Famille en 1894. También actuó en La Princesse de Bagdad y Les Demi-Vierges. En 1895 fue René Couturier en Marcelle, y tomó el papel de Etienne en Amoureuse en 1896. También fue Agathos en Lysistrata en 1896, y Georges Boussard en Le Repas du Lion en 1897.
Dumény viajó en una amplia gira organizada por el empresario teatral Théodore de Glaser, entre el 22 de enero y el 10 de mayo de 1897, por toda Europa, con la compañía de Marcelle Josset, participando en la gira Jean Coquelin, André Antoine, Blanche Miroir, y Mme Patry. Recorrieron en tren y en barco diecinueve localidades y once países: Bélgica, Alemania, Rusia, Rumanía, Turquía, Asia menor, Egipto, Austria-Hungría y Suiza. La compañía permanecía en cada ciudad cuatro o cinco días, representando Les Amants (de Maurice Donnay), L’Été de la Saint-Martin y Marcelle (de Victorien Sardou), Les Demi-Vierges (de Marcel Prévost), L’Âge difficile (de Jules Lemaître), Frou-Frou (de Ludovic Halevy y Meilhac), La Parisienne, Le Gendre de M. Poirier (de Émile Augier), y La Vie de Bohême.
En 1897 trabajó como pensionnaire de André Antoine, actuando en Le Repas du Lion (de François de Curel), Que Suzanne ne sache rien y Main gauche (de Pierre Veber), L'Article 330 y Les Balances (de Georges Courteline, y La Clairière (de Maurice Donnay y Lucien Descaves). En el Théâtre des Variétés participó en la pieza Le Nouveau jeu, en el Teatro de la Porte Saint-Martin en Quo Vadis?, y en el Teatro del Odéon en Résurrection.
En 1904 volvió al Théâtre du Gymnase Marie-Bell, en una época que fue la más brillante de su carrera. Actuó en Le Retour de Jérusalem (de Maurice Donnay), La Rafale (de Henry Bernstein), Mlle Josette ma femme (de Paul Gavault y Robert Charvay) y La Vierge folle (de Henry Bataille).
Otras piezas en las cuales participó fueron Son père (de Albert Guinon en el Teatro del Odéon) y La Flambée (de Henry Kistemaeckers en el Teatro de la Porte Saint-Martin). Su última actuación llegó con L'Animateur, de Henry Bataille, pieza llevada a escena en el Théâtre du Gymnase Marie-Bell.
Durante la Primera Guerra Mundial actuó en representaciones llevadas a efecto en el Théâtre aux Armées.
Camille Dumény falleció en 1920 en Nantua, Francia, donde se encontraba de paso tras volver de una temporada en Mont-Dore. Era hermano de la cantante Jeanne Raunay.

## Teatro
- 1885 : Henriette Maréchal, de los Hermanos Goncourt, Teatro del Odéon
- 1887 : La Perdrix, de Eugène Adenis y H. Gillet, Teatro del Odéon
- 1887 : La Tosca, de Victorien Sardou, Teatro de la Porte Saint-Martin.[8]
- 1888 : Germinie Lacerteux, a partir de los Hermanos Goncourt, Teatro del Odéon.[9]
- 1889 : Révoltée, de Jules Lemaître, Teatro del Odéon
- 1890 : Point de lendemain, de Paul Hervieu,[10]
- 1891 : Amoureuse, de Georges de Porto-Riche, Teatro del Odéon
- 1895 : Les Gaîtés de l'escadron, de Georges Courteline, Teatro del Ambigu-Comique
- 1895 : La Vrille, de Maurice Donnay, Théâtre de la Bodinière
- 1895 : La Princesse de Bagdad, de Alexandre Dumas (hijo), Théâtre du Gymnase Marie-Bell
- 1895 : Les Demi-Vierges, de Marcel Prévost, Théâtre du Gymnase Marie-Bell
- 1895 : Marcelle, de Victorien Sardou, Théâtre du Gymnase Marie-Bell
- 1896 : Amoureuse, de Georges de Porto-Riche, Théâtre du Vaudeville
- 1896 : Lysistrata, de Maurice Donnay, Théâtre du Vaudeville
- 1897 : Le Repas du lion, de François de Curel, Théâtre Antoine
- 1900 : La Clairière, de Lucien Descaves y Maurice Donnay, Théâtre Antoine[11]
- 1900 : L'Article 330, de Georges Courteline, Théâtre Antoine
- 1901 : Quo vadis?, de Émile Moreau y Louis Péricaud a partir de Henryk Sienkiewicz, Teatro de la Porte Saint-Martin
- 1901 : Les Balances, de Georges Courteline, Théâtre Antoine
- 1902 : Boule de suif, de Oscar Méténier, Théâtre Antoine
- 1903 : Le Retour de Jérusalem, de Maurice Donnay, Théâtre du Gymnase Marie-Bell
- 1905 : La Rafale, de Henri Bernstein, Théâtre du Gymnase Marie-Bell
- 1906 : Mademoiselle Josette, ma femme, de Paul Gavault y Robert Charvay, Théâtre du Gymnase Marie-Bell
- 1907 : Son Père, de Albert Guinon y Alfred Bouchinet
- 1907 : Les Plumes du paon, de Alexandre Bisson y Julien Berr de Turique, Teatro del Odéon
- 1909 : La Rampe, de Henri de Rothschild, Théâtre du Gymnase Marie-Bell
- 1909 : Pierre et Thérèse, de Marcel Prévost
- 1910 : La Vierge folle, de Henry Bataille, Théâtre du Gymnase Marie-Bell
- 1911 : La Flambée, de Henry Kistemaeckers, Teatro de la Porte Saint-Martin
- 1913 : Les Roses rouges, de Romain Coolus, Théâtre de la Renaissance
- 1913 : L'Exilée, de Henry Kistemaeckers, Teatro de los Campos Elíseos
- 1913 : L'Irrégulière, de Edmond Sée, Théâtre Réjane
- 1920 : L’Animateur, de Henry Bataille, Théâtre du Gymnase Marie-Bell

## Cine
- 1910 : Résurrection, de Henri Desfontaines y André Calmettes
- 1918 : Frères, de Maurice Rémon

## Premios
- Oficial de la Orden de las Palmas Académicas